# آرکانا (ایندیانا)
آرکانا (به انگلیسی: Arcana) یک منطقهٔ مسکونی در ایالات متحده آمریکا است که در شهرستان گرنت، ایندیانا واقع شده است. آرکانا ۲۶۷٫۹۲ متر بالاتر از سطح دریا واقع شده است.